# Фока Покотило
Фо́ка (Хома́) Покоти́ло (? — пом. 1574) — кошовий отаман Запорозької Січі (1574). Відомий також як Фесько.

## Життєпис
Перший морський похід здійснив ще 1572 року. Через два роки вже відомий, як кошовий. Під час походу на Молдавію Івана Свірговського мав на меті не допустити  до участі турецького флоту у війні. Покотило здійснив рейд придунайськими містами і зруйнував Ізмаїл, Кілію і Аккерман. Цей похід був чудовою демонстрацією козацького воєнного мистецтва. Але султан Селім II вислав на запорожців величезний турецький флот. У гирлі Дунаю відбувся грандіозний бій. Козаки мужньо боролись, та загинули всі до одного разом зі своїм славетним отаманом Покотилом.

## Джерело
- Кошовий отаман Фока Покотило

| Емблема Збройних сил України | Це незавершена стаття про військового чи військову Збройних сил України. Ви можете допомогти проєкту, виправивши або дописавши її. |